# 卢罗斯谷
卢罗斯谷（Louros Valles）是火星科普剌塔斯区的一组绵延的谷系，它位于伊乌斯峡谷南边及诺克提斯迷宫以东。卢罗斯山谷的侧壁上显示许多岩层，火星上的许多其他地方也有分层排列的岩石，岩层可以由火山、风或水形成，在《火星沉积地质学》中，可以找到带有许多火星层状结构实例的详细讨论。
卢罗斯谷的中心坐标位于南纬8.41度、东经278.23度，以希腊一条现代河流命名，该名称于1982年被正式接受。

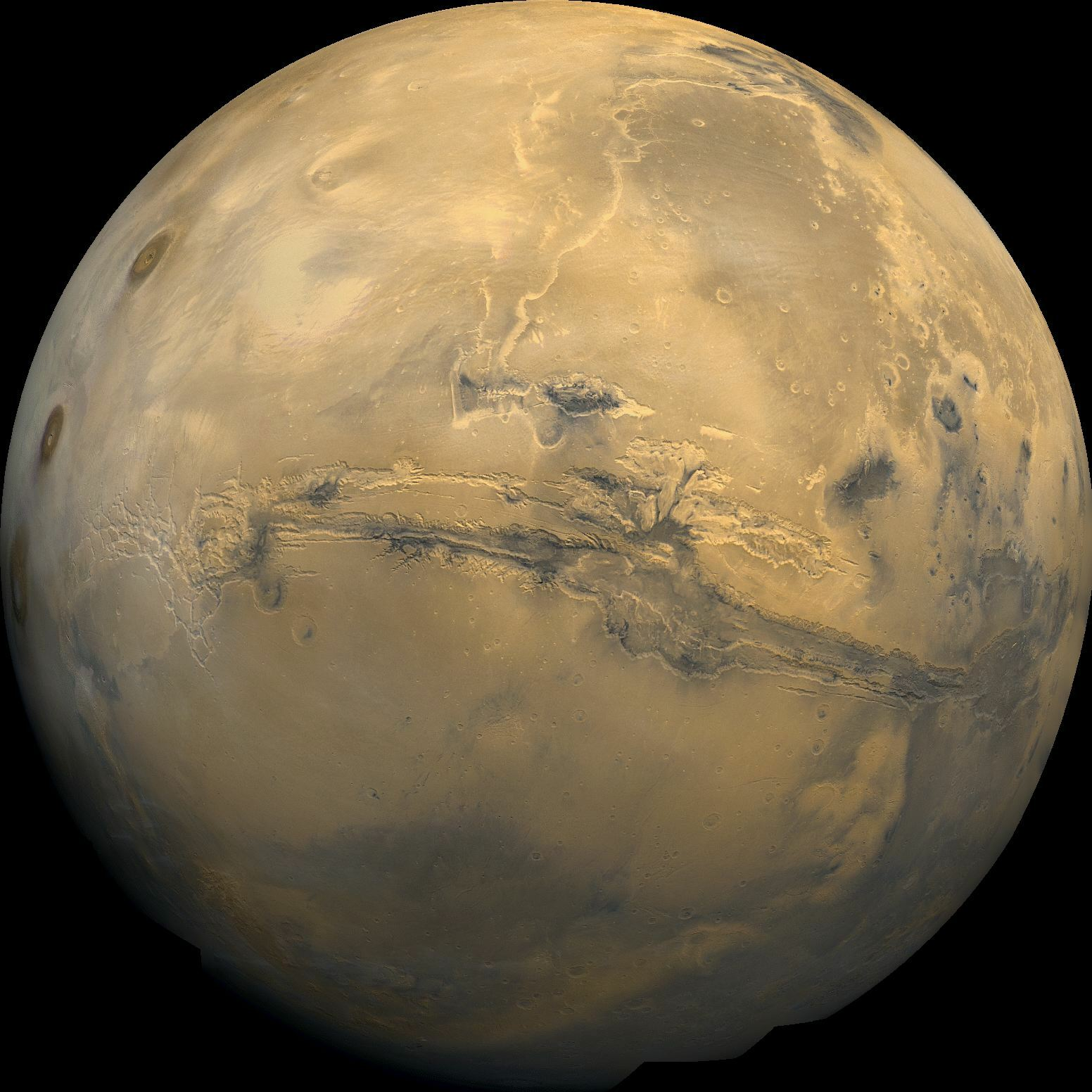
以水手谷为中心的火星全景图，由海盗号拍摄。注意，这张照片点击数次可以放大。
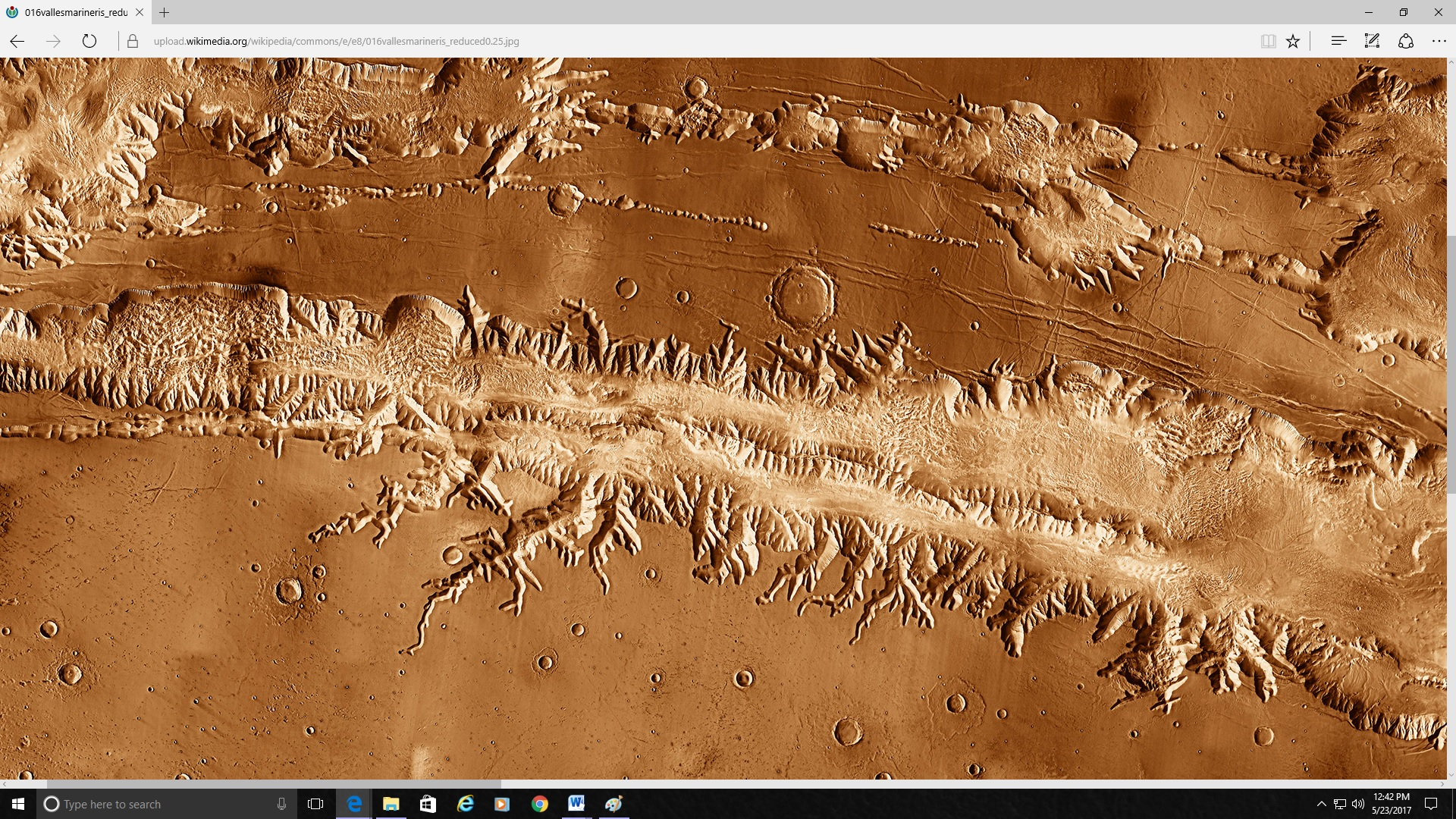
伊乌斯峡谷部分区域以及位于南侧边缘的卢罗斯谷全景图。
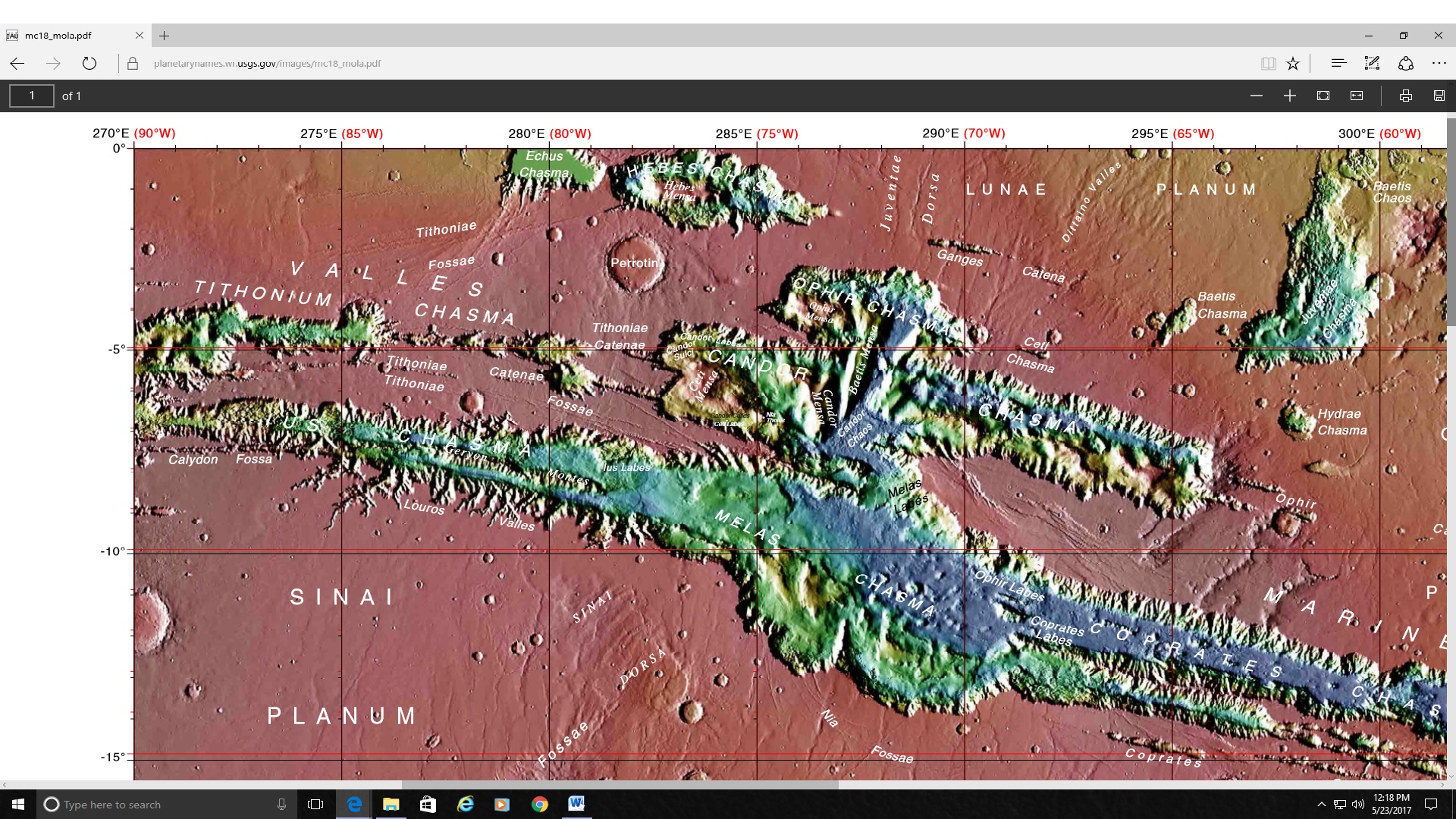
带有标注的水手谷部分区域图，卢罗斯谷位于图像中左方，颜色表示海拔高度。
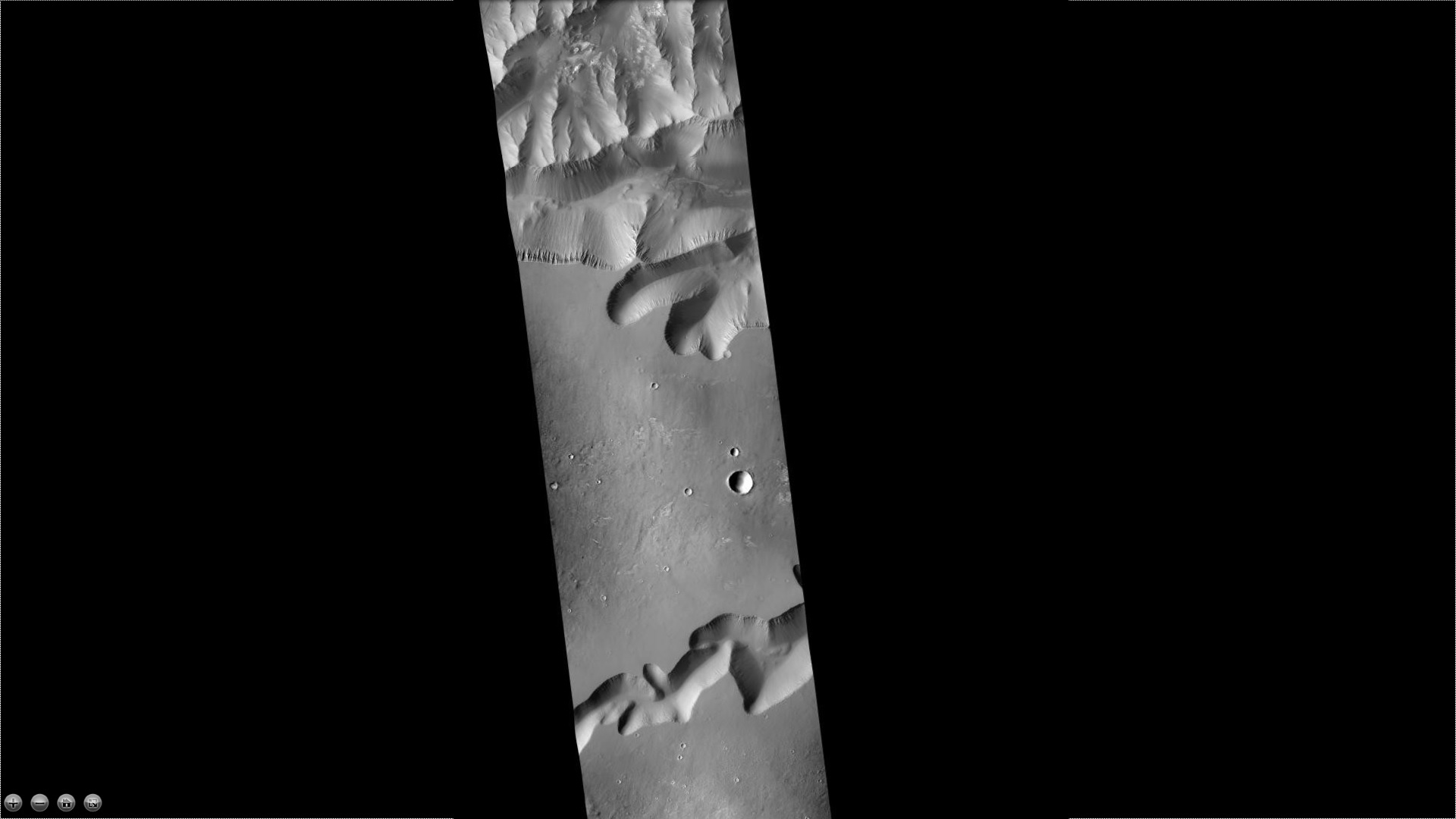
背景相机拍摄的卢罗斯谷部分区域全景图。
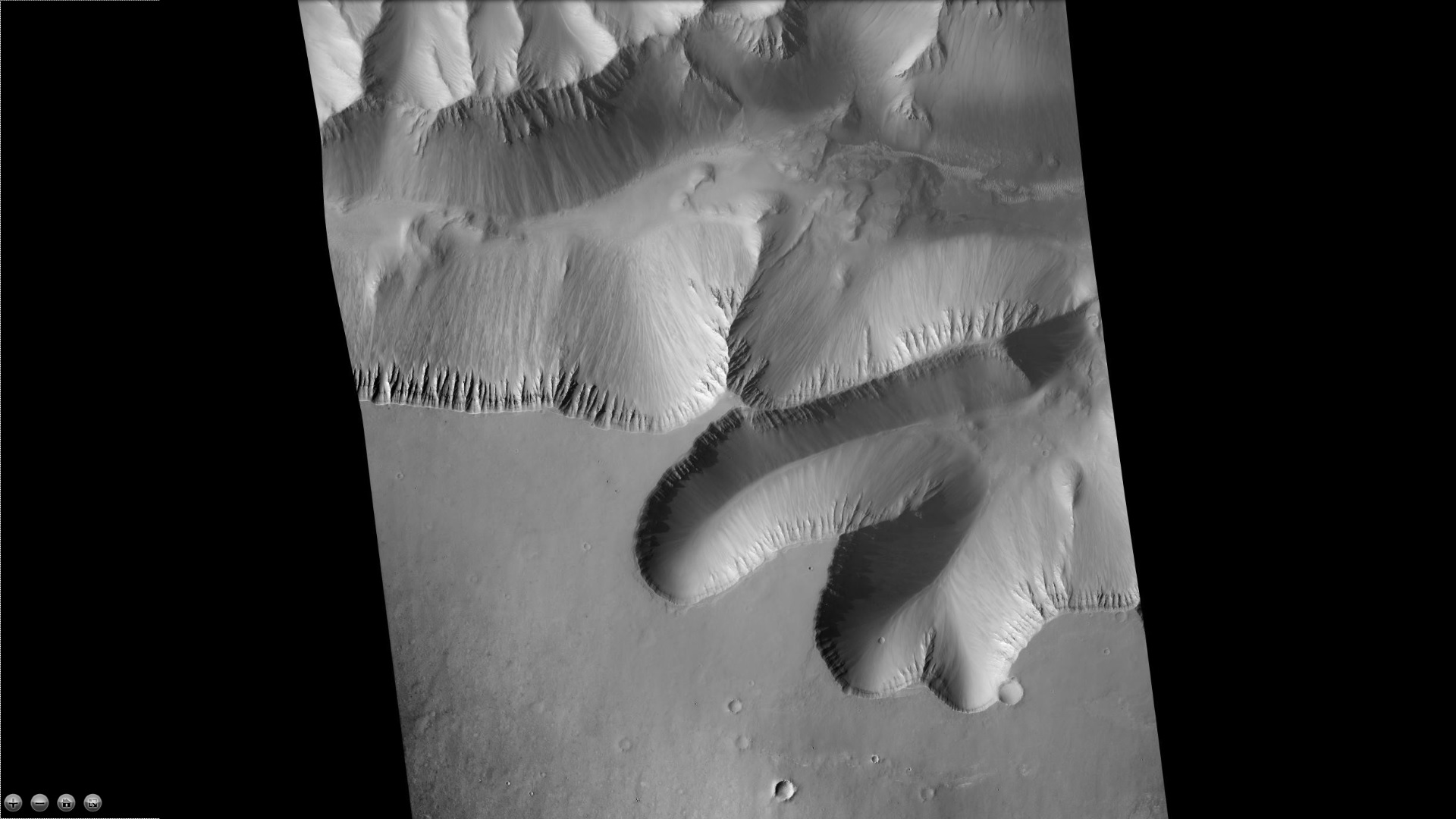
背景相机拍摄的卢罗斯谷部分区域更近距照片。

下面的一组图像开始于以卢罗斯谷附近为中心的广角图，它们通过放大高分辨率成像科学设备拍摄的图像转换到近景。

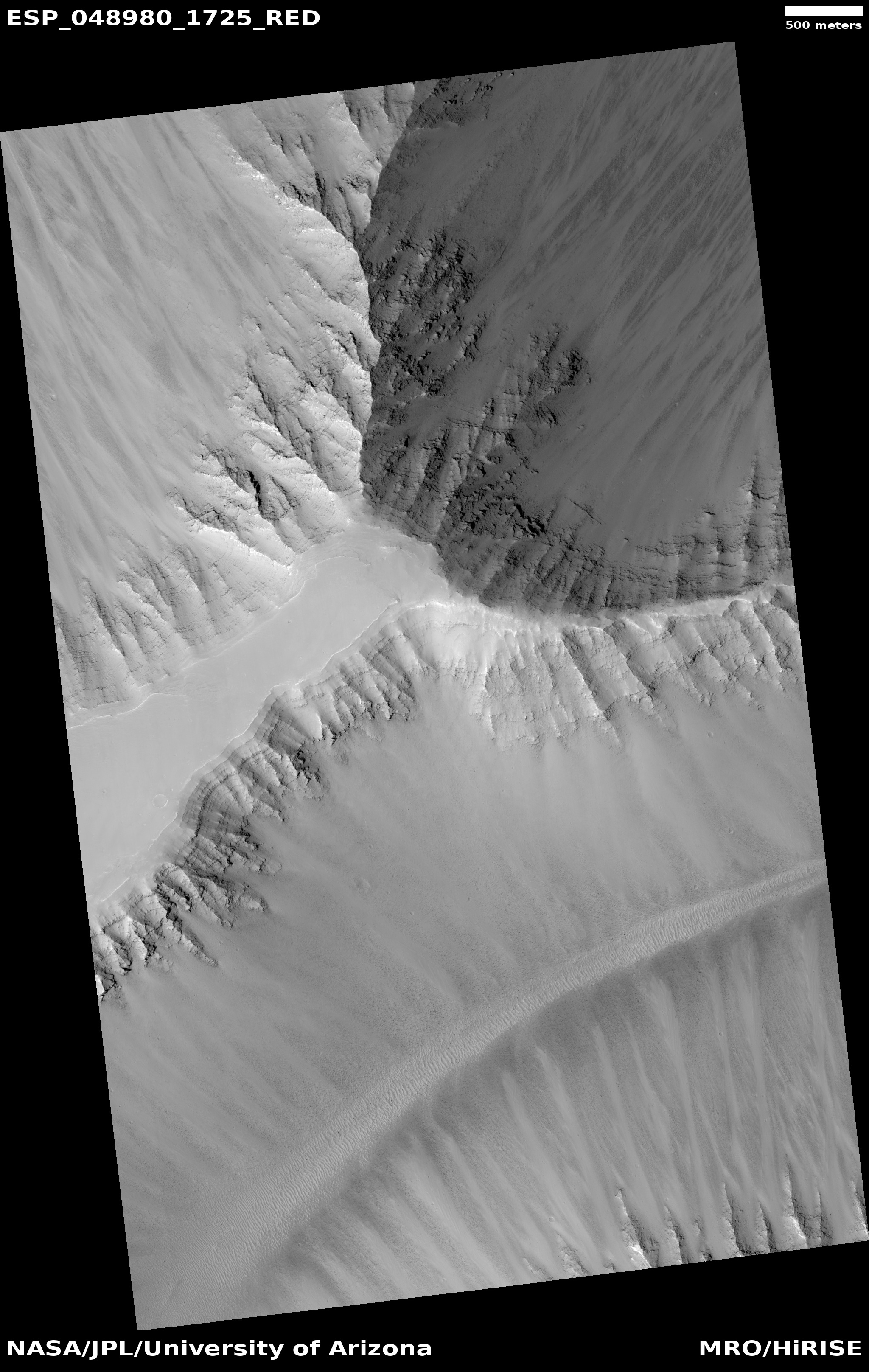
HiWish计划下高分辨率成像科学设备看到的卢罗斯谷各层全景图，卢罗斯山谷为伊乌斯峡谷的一部分。
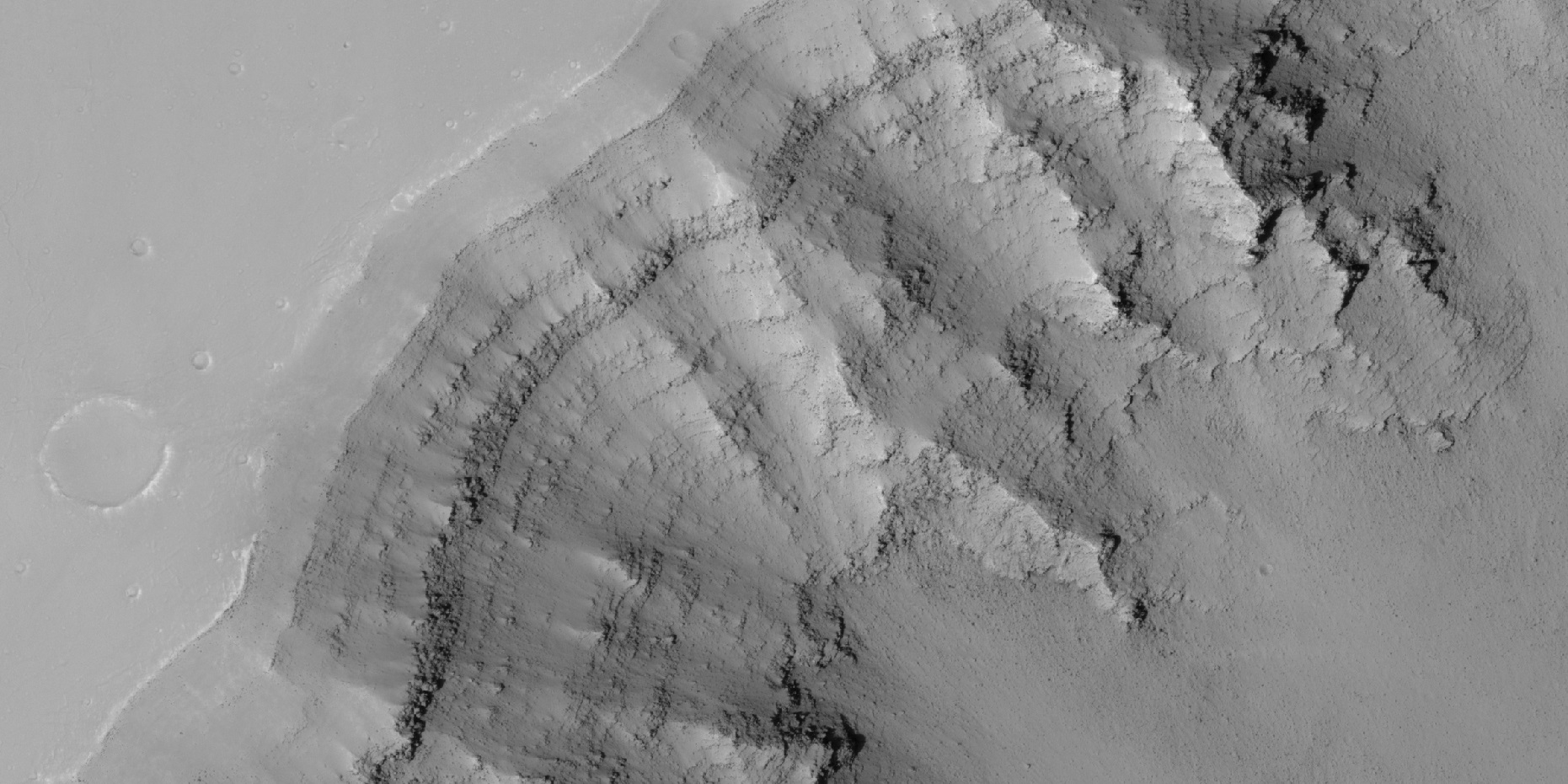
HiWish计划下高分辨率成像科学设备看到的卢罗斯谷岩层近景，这是前一幅图像的放大版。
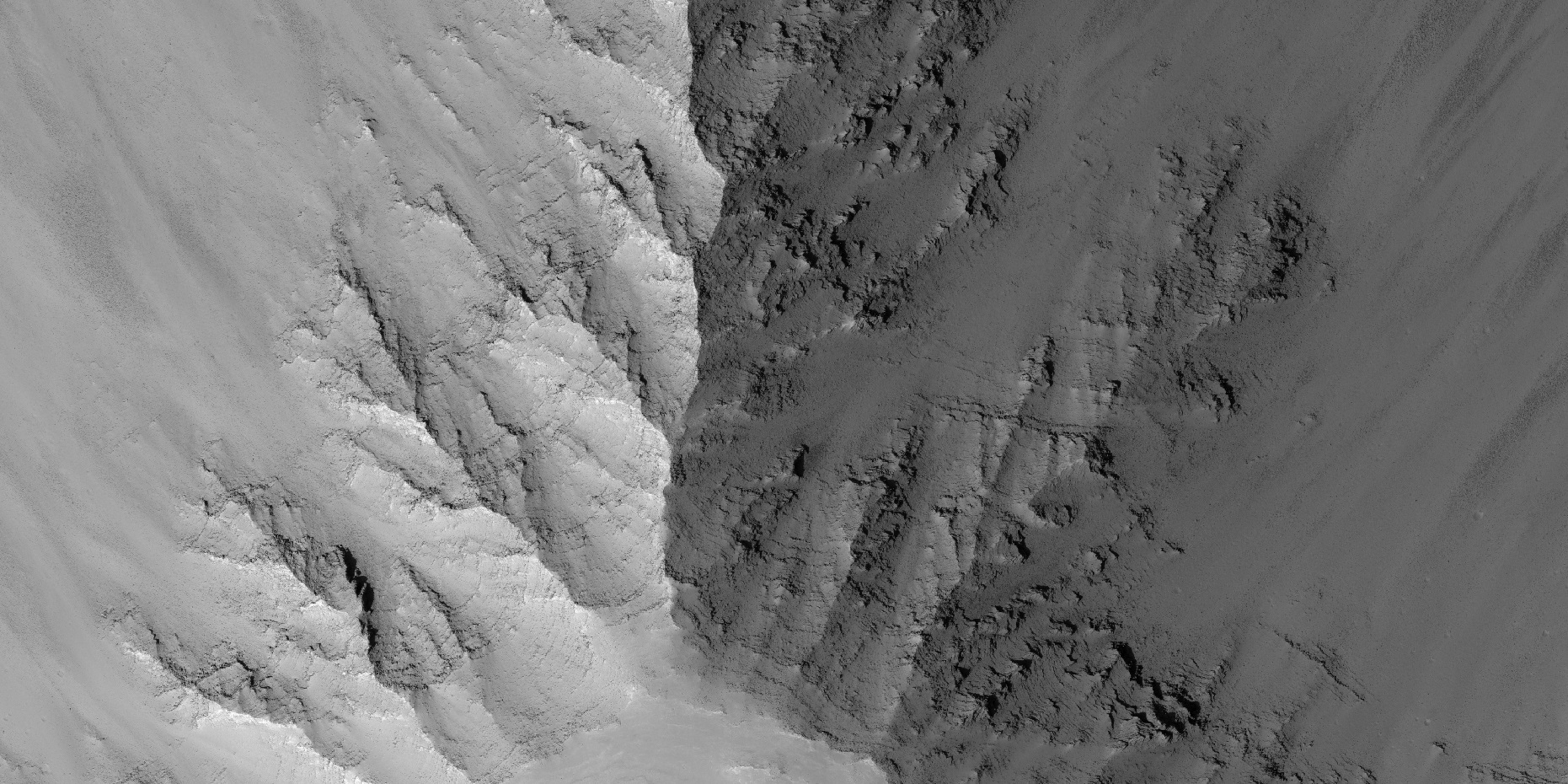
HiWish计划下高分辨率成像科学设备看到的卢罗斯谷岩层近景，前一幅图像的放大版。
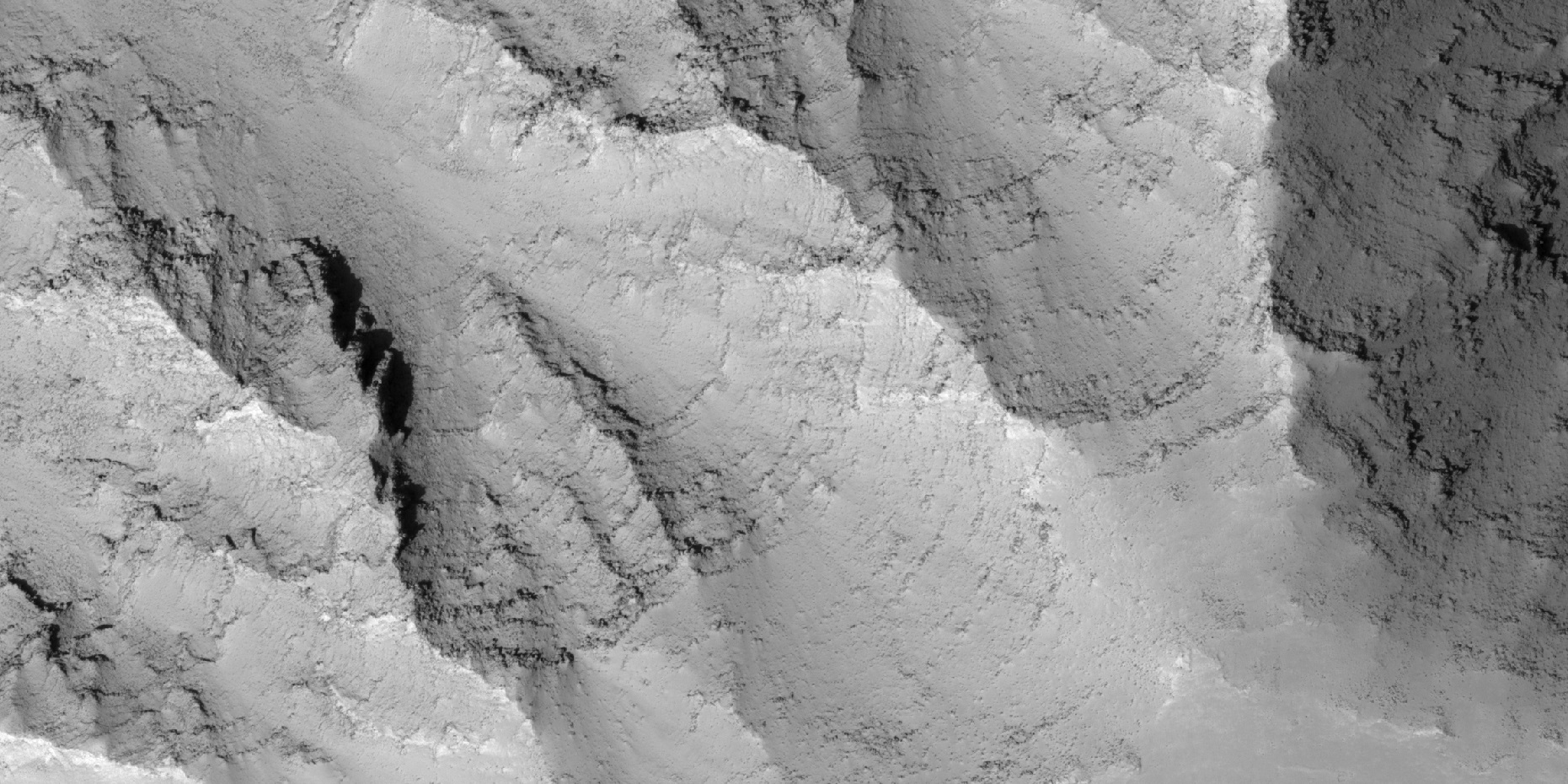
HiWish计划下高分辨率成像科学设备看到的卢罗斯谷岩层近景，前一幅图像的放大版。
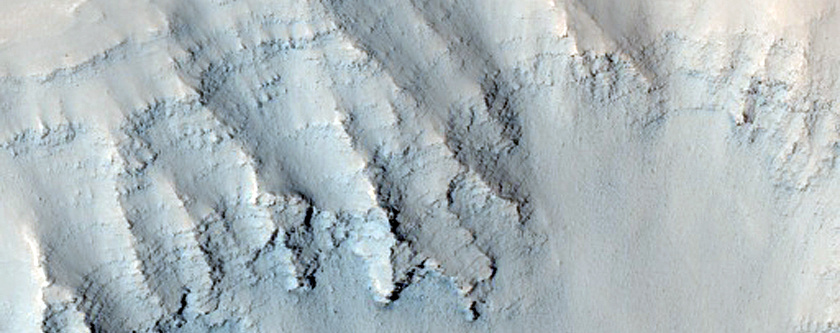
HiWish计划下高分辨率成像科学设备看到的卢罗斯谷岩层近景，这是前一幅图像的放大版。